# یاماشینا توکی‌تسوگو
یاماشینا توکی‌تسوگو (به ژاپنی: 山科 言継) (۶ ژوئن ۱۵۰۷ - مرگ ۲۸ مارس ۱۵۷۹) یک کوگه (یک منصب اشرافی) در دوره آزوچی-مومویاما بود. وی از نظر دوستی با بسیاری از دایمیوهای این دوره از جمله اودا نوبوناگا شهرت دارد.